# 上海地方教会
“上海教会”是地方教会（又名基督徒聚会处、基督徒聚会所或小群）历史上一处重要的教会，1927年－1952年，倪柝声和他的大约200位同工的工作中心，他们以上海为中心，陆续在中国南北各地建立了大约700处地方教会。

## 起源

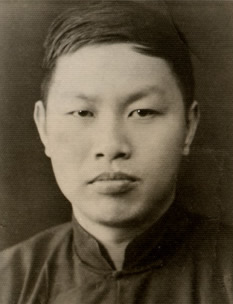
倪柝声

上海教会最初起源于1927年。在江浙战争中，号称“中国女司布真”的女传道人汪佩真随父母汪楚生、泽美代子由杭州迁往上海租界避难，居住在上海公共租界西区新闸路辛家花园（新闸路968～1048号，今泰兴路口）。大约在1926年，汪佩真接受了地方教会的道路。1927年3月24日，北伐军占领南京，发生袭击外国侨民和基督教机构的南京事件，当时在那里编辑《靈光报》的李渊如便离开南京，来到上海，与汪佩真同住。同年5月，肺结核仍未痊愈的倪柝声也携带未完成的《属灵人》书稿，来到上海。他于1922年在家乡福州创立了地方教会，这时准备将工作中心前往中国最大的工商业城市上海。1927年，汪家搬到距离辛家花园不远处的赓庆里（新闸路944弄），聚会也迁到那里。1927年底，在汪佩真住所开始了上海教会的第一次擘饼聚会。参加者共有四人，除了倪柝声、李渊如、汪佩真之外，还有一位在内地会总部工作的英国传教士祝康宁。
数周之后，1928年1月，这个小小的团体迈出了大胆的一步：他们在上海公共租界西区，静安寺路北侧，距离外滩约5公里的哈同路文德里（今铜仁路240弄），租赁了一幢石库门房屋，作为聚会场所。又租下26号作为单身女同工的住所，汪佩真，李渊如等长期住在此处。上海福音书房也由福州迁来此处。
1928年1月，倪柝声立刻在文德里召聚第一次得胜聚会。这次聚会吸引了一些当时正在上海的来自浙江省南部平阳县（包括今天的苍南县）和江苏省北部阜宁、淮安的内地会、美南长老会的中国传道人。他们回到家乡后，便脱离了原来的教派，在当地兴起了地方教会。

## 1932年至1942年
1932年3月，倪柝声设立了上海地方教会的第一批长老：杜忠臣（1929年由山东烟台调任上海，原属烟台葡萄山的弟兄会）、林光表和吴锡佑。后来增加了朱臣和俞成华。
此后的20年间，上海教会的聚会地点一直在文德里。信徒逐渐增加到数百人后，租赁的房屋也逐渐从一幢增加到四幢（34、36、38号），并且把四幢房子打通，可容纳400人。加上在弄堂里摆上椅子，总共可以坐五、六百位。不过因为结构的原因，柱子不能打掉，因此会所内就不得不保留许多的柱子。楼下是聚会所，楼上是招待所、办公室、长老室等。
女性在地方教会中只从事辅助性工作，即使威望甚高的汪佩真、李渊如也不例外：汪佩真仅仅在只有女性信徒的场合工作，李渊如则忙于福音书房的出版工作。
由于上海是中国地价最高的地方，以本地信徒的力量，很难建造会所。1933年，倪柝声去英国访问，普利茅斯弟兄会表示，如果上海地方教会走与他们相同的道路，他们愿意出资买地造会所。该提议被倪柝声所拒绝。1936年，上海地方教会中一位富有的老年女性信徒愿意以半价（3万元）将自己的一块地卖给教会。但是由于该信徒的女儿提出一个条件，要求在将来建成的会所内放置一块石碑，记载这个会所有一半是她母亲奉献的。上海地方教会的长老们，坚持圣经中不记名奉献的原则，宁愿将地退还。于是上海地方教会兴建新会所的计划被搁置下来。三万元退回上海地方教会的账上，存进银行。不久太平洋战事爆发，日军进占租界。

## 1942年至1948年
1939年倪柝声第二次访问欧洲回到上海后，和弟弟、圣约翰大学化学博士倪怀祖在胶州路武定路口开办了中国生化制药厂。1942年底，发生倪柝声被上海教会的长老们革除的事件，不久，进入租界的日军封闭了上海地方教会。
1946年抗日战争结束后，汪佩真、俞成华恢复上海地方教会的聚会。他们又写信给正在青岛养病的李常受，帮助上海和南京两地教会。1947年，上海地方教会每次聚会的信徒增加到1,000多人。

## 1948年的“复兴”
1948年4月，李常受在福州讲道时，从福州请回倪柝声。倪恢复尽职后，上海教会发生空前的大复兴，不久信徒就迅速扩增到数千人。根据1949年以后政府的统计，其中有三分之一的信徒属于知识分子，许多是交通大学和国防医学院的大学生。
并发生数起当时轰动上海的事件 ：
- 声势浩大的福音游行：1948年下半年，李常受将南京地方教会穿福音背心上街传福音的做法介绍到上海，于是上海地方教会也开始进行数次声势浩大的上街福音游行。第一次游行约有二三百人参加，李常受和张愚之担任福音游行的总指挥，万绍祖任大队长，张锡康、何广涛、孙务信任三个小队长。游行队伍穿过南京路、霞飞路等繁华街道，前面是铜鼓、喇叭、漫画，信徒高唱“需要耶稣”等诗歌，高喊“上海人啊！赶快悔改，罪恶不去，平安不来”、“信耶稣得永生”等口号，并散发印有“晚上请到南阳路145号来听福音”的福音单张。
- 交出来：在大复兴的高潮中，许多信徒受感动，仿照使徒行传中信徒凡物公用的榜样，自愿将财产献给教会。
- 建造上海最大的基督徒聚会场所 ：上海教会的信徒大幅扩增，然而文德里聚会地点的四幢房屋打通以后，最多只能容纳400人，因此每次聚会时，会所的外面弄堂里、对面福音书房、李渊如住处和其他几个信徒的家里，都坐满了人。聚会时最少要用上十多个扩音喇叭。买地盖造大会所的需要实在日益紧迫。于是上海教会用信徒自愿捐献出来的2,100两黄金[d]，购进距离哈同路不远的南阳路123－145号（南阳路与小沙渡路，今西康路西南角）的一所花园洋房，占地4.71亩，原来的小楼保留下来作为办公、接待等用途，在空地上建造大聚会所。建筑面积2,207平方米。里面可容纳3,000人，外面还可以容纳2,000人。其容量超过了上海任何一座教堂，包括著名的慕尔堂和怀恩堂。南阳路聚会所在1948年底、1949年初投入使用。与地方教会在其他各地所建造的聚会所一样[e]，上海南阳路聚会所也完全抛弃了传统的教堂式样，只注重简洁、实用。根据地方教会的信仰，聚会所内不用任何装饰，包括十字架。

在会所内负责讲道的主要是张愚之和蓝志一。倪柝声在1948年－1949年忙于进行鼓岭训练，李常受在1949年被派往台湾，俞成华很少在公众场合露面，更擅长于个人面对面的帮助。地方教会另一个显著的特点是信徒参与教会服务的程度很高，从会所外的路口，就有人负责引导，直到会所内的每项服务，都有专人负责。整个上海地方教会按照居住区域被划分为26个分家，方便信徒就近参加主日晚擘饼聚会、星期二祷告聚会和初信造就聚会。每个分家各自都有几名执事负责，负责监督和帮助各自分区内的信徒。教会的男女执事增加到七、八十位，长老增加到8位：俞成华（同工兼长老）、张愚之（同工兼长老）、唐守临（同工兼长老）、朱臣、杜忠臣、何广涛、宣常铭、顾柏涛。1951年何广涛去武汉珞珈药厂，由负责文书工作的的执事任钟祥接替。
主要分家如下：
1. 南阳路145号新会所办公楼客堂

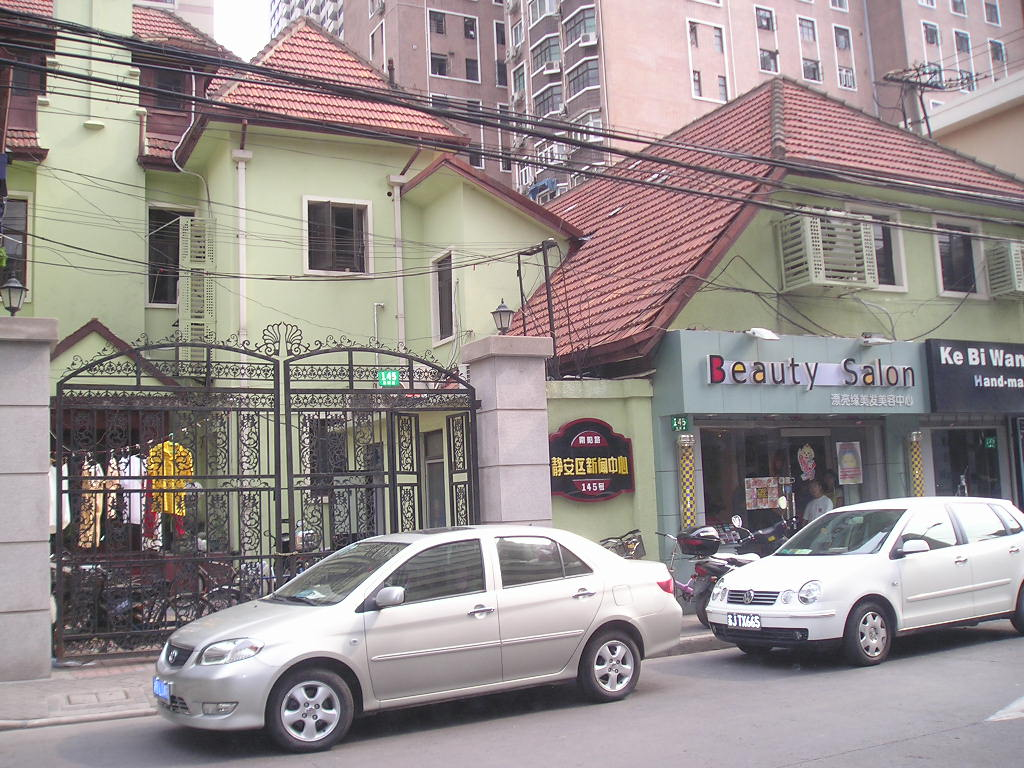
南阳路145号被美容院占用的小洋楼

2. 文德里（铜仁路240弄）38号上海福音书房编辑部楼下
3. 胶州路170弄俞成华家
4. 常德路恒德里杜忠臣家
5. 延安中路聂文杰家
6. 富民路249号何广涛家
7. 愚园路高周逸民师母家
8. 北京西路王家沙花园邓子成师母家
9. 王彰家
10. 瑞金路群贤别墅陆乾惕家
11. 华山路湖南路钱泽山家
12. 闸北共和新路朱树功家
13. 吴淞路峨媚路沈荣庆家
14. 北四川路海宁路杨继康家
15. 建国东路刘约翰家
16. 小东门朱锦荣家

## 1949年至1956年
1949年以后一段时期内，上海地方教会由于并无外国差会背景，未太受到1950年代初中国反美运动的干扰，在以独特的方式参与了政府组织的爱国运动，如反美游行、政治学习、包括控诉运动后，仍然享有一定程度的宗教自由，可以继续向外传福音，信徒人数仍在稳步增长。
然而，在有外国差会背景的各大教派被顺利纳入三自系统，由政府全面掌控之后，剩下的几个自立性教派——耶稣家庭、真耶稣教会、地方教会和王明道负责的北京史家胡同基督徒会堂，在政府眼中就成了唯一不受控制、因而也就更危险的目标，决心采用强硬手段加以取缔。1951年4月，中央人民政府政务院在北京召开“处理接受美国津贴的基督教团体会议”，倪柝声应邀参加，此后地方教会的信徒加入三自爱国运动。但是在随后立即开始的控诉运动中，地方教会信徒对于政府干涉信仰表示了抗议。在上海南阳路聚会所内举行的控诉会上，信徒吴维尊在政府指导员的推动下，起来“站到人民立场上”控诉姊妹蒙头、诗歌、传福音等四个问题，激起信徒强烈的反控诉情绪，会场陷于一片混乱。
1952年4月，倪柝声在东北被秘密被捕。

## 1956年的风暴
在倪柝声失踪了4年之后，1956年1月29日夜，主日擘饼聚会结束以后，同工长老汪佩真、李渊如、张愚之、蓝志一、陈本伟等一同在文德里被捕。公安局占领了南阳路聚会所办公楼，将俞成华、左弗如、唐守临、任钟祥等其他十几位同工长老均关押在内隔离审查，要求交代倪柝声的问题。
左弗如、唐守临、任钟祥宣布站到“人民立场”上。俞成华则始终拒絕控訴任何人，以求良心平安。20天后被关进提篮桥监狱拘留审查。由于接受日夜轮流审讯，睡眠不足，俞成华的身体状况迅速恶化，昏迷了三次，4月12日被保外就医，4月13日在上海宏仁医院去世。

## 1956年至1979年
肃反运动以后，上海地方教会失去了大部分领袖，仅存的两位同工左弗如、周行义在5月21日重新设立了三位长老：唐守临、任钟祥、刘约翰，剩下的部分信徒在带领下改组参加三自教會，许多信徒离开了教会，有些人在受到打击后，停止参加任何形式的聚会；也有许多人不愿参加改组后的教会，自行在家中秘密进行聚会。
上述局面维持了只有2年。1958年，南阳路聚会所被要求献给国家，“支援社会主义建设”，原有的聚会被并入在陕西北路怀恩堂的联合礼拜，主日下午借用怀恩堂小房间维持掰饼聚会，仅有唐守临一人被允许参与讲道，其他教会人员则被安排到工厂参加劳动，参加聚会者仅有二、三十人。
南陽路聚會所被政府占用，先是被改为新成会堂。1976年，又被改建为静安体育馆。两座三层小洋楼住进了许多户居民，后来又被美容院、餐厅占用。

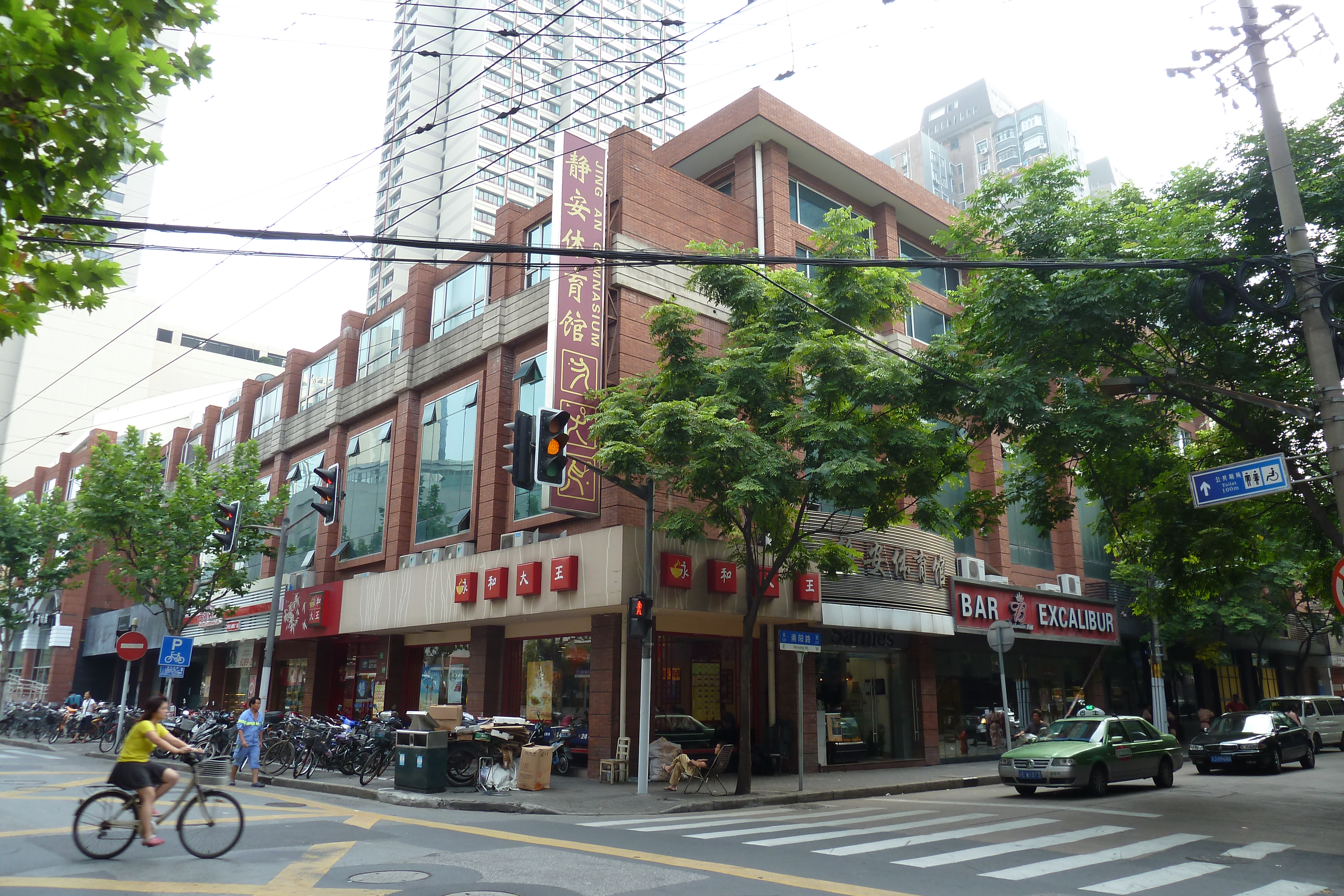
上海南阳路会所原址（已改建为「静安体育馆」）

1966年文化大革命开始，所有宗教活动均被列为“四旧”而被禁止，信徒因信仰遭受歧视、迫害。倪柝声、汪佩真、李渊如都在“文革”期间死于狱中，张愚之释放后再次被捕，1970年在上海人民广场公审后处死。倪柝声家族成员在文革中遭受严重迫害。夫人张品蕙因不肯与丈夫离婚而被戴上反革命分子的帽子，遭受严重迫害，曾经多次被鞭打，以至全身多处受伤。1971年11月7日，因无权得到医治，而死在上海中山医院的走廊中。其二姐倪闺贞病重，仍被抬到门外批斗至死。其二弟倪怀祖是著名化学家、药学家，因遭到残酷批斗而被迫宣布放弃信仰，日后又恢复信仰。

## 1979年以后
1979年，中国大陆“改革开放”，开始落实信仰自由政策，上海地方教会的信徒们恢复了掰饼聚会。最初的地点是在静安区武定路的一位信徒家中，1980年由于人数增加，聚会迁至不远处的新闸路1580弄。1983年，遭政府取缔。唐守临、周行义等人多次向北京写信反映情况，要求落实政策归还南阳路聚会所，终未成功。1985年，上海基督徒聚会处获得许可，借用怀恩堂小房间擘饼聚会。后来迁至乌鲁木齐北路新恩堂。
1979年，香港地方教会热心信徒开始进入大陆多个省市，带进李常受的书报、讲道录音。上海地方教会中，执事张锡康等50余人接受李常受的观点，另一部分信徒加以拒绝。上海市公安局于1983年3月20日逮捕张锡康、贺兆清，1983年4月，唐守臨和任钟祥二人為金陵協和神學院編寫函授教材《坚决抵李常受的异端邪说》。据认为這份教材的內容是根據美國的兩本書《神人》和《彎曲心思者》（后来被美國高等法院判定為誹謗）。11月22日，上海市公安局将张锡康所在的聚会称为“呼喊派”反动组织，加以取缔，同时开展大规模宣传活动，组织1万多名基督徒参加学习。1984年10月19日，上海市中级人民法院判处张锡康有期徒刑3年，贺兆清有期徒刑2年。
1993年，唐守临去世，由郭本标接任长老（2000年去世）。南阳路聚会所至今仍被占作他用。上海市基督教“两会”亦提出申请，要求归还这座上海市容量最大的聚会场所。理由是上海市的基督徒人数不断增长，达到1949年以前的数倍之多，而聚会场所的数量却不足以往的十分之一，已开放的每座教堂均人满为患。但是最后在2004年，静安区政府与市基督教“两会”签订了经济补偿协议，市基督教“两会”得到经济补偿后，放弃对该会所的产权要求。该会所属于上海市未能落实政策的3%的宗教房产之列。

## 历任长老
- 杜忠臣：1932－1956（隐居）
- 林光表：1932－1937年以前（病故）
- 吴锡佑：1932－1942以后
- 朱臣：1937－1956（被捕）
- 俞成华（同工兼长老）：1937－1956（去世）
- 张光荣（同工兼长老）：1937－1948（退休）
- 单覃恩（又名单惠泉，Dr steams）：1939－1946（回国）
- 张愚之（同工兼长老）：1948－1956（被捕）
- 唐守临（同工兼长老）：1948－1993（去世）
- 何广涛：1948－1951（去武汉）
- 宣常铭：1948－1956（不聚会）
- 顾伯涛：1948－1956（不聚会）
- 任钟祥：1951－
- 刘约翰：1956－1958（去重庆）
- 郭本標：1993－2000

### 引用
1. ↑  金弥耳：《中流砥柱》，26页
2. ↑  《历史与启示》
3. ↑  王长新《又四十年》
4. ↑  左弗如：“神在我的软弱上显明了他的大能”，“信徒学习委员会”<通讯>第一期，1956年
5. ↑  俞崇架：《至聖所內生活――俞成華軼事》，中國大陸聖徒見證事工部，2003年
6. ↑  张锡康：《张锡康回忆录—上海地方教会六十年来的回顾》，光荣出版社，2012，10初版，第61-87页。
7. ↑  .   [2019-04-15]. （原始内容存档于2011-04-21）.
8. ↑  《上海市地方志》
9. ↑  .   [2011-06-01]. （原始内容存档于2007-10-08）.